# Sylwester Soliński
Sylwester Soliński (ur. 27 czerwca 1986 w Gdańsku) – polski hokeista.

## Kariera klubowa
- Stoczniowiec Gdańsk (2004-2011)
- KTH Krynica (2011)
- Nesta Karawela Toruń (2012)
- KH Gdańsk (2012)
- Mad Dogs Sopot (2013-2016)

Od 2011 zawodnik KTH Krynica. W 2012 roku krótkotrwale w Nesta Karawela Toruń, następnie do grudnia 2012 roku w KH Gdańsk.